# Qarah Malek
Qarah Malek (persiska: قَرِه مَلِك, غَرِه مَلِك, قره ملک) är en ort i Iran.   Den ligger i provinsen Lorestan, i den centrala delen av landet, 280 km sydväst om huvudstaden Teheran. Qarah Malek ligger 2 100 meter över havet och antalet invånare är 198.
Terrängen runt Qarah Malek är kuperad åt nordost, men åt sydväst är den platt.Runt Qarah Malek är det ganska glesbefolkat, med 48 invånare per kvadratkilometer. Närmaste större samhälle är Bāzneh, 19,2 km norr om Qarah Malek. Trakten runt Qarah Malek består i huvudsak av gräsmarker.